# Gordon Durie
Gordon Scott Durie (Paisley, 1965. december 6. –) skót válogatott labdarúgó. Pályafutása során skót és angol klubokban fordult meg.
A Skót labdarúgó-válogatott tagjaként részt vett az 1990-es labdarúgó-világbajnokságon, az 1992-es labdarúgó-Európa-bajnokságon, az 1996-os labdarúgó-Európa-bajnokságon és az 1998-as labdarúgó-világbajnokságon.

## Sikerei, díjai
- Rangers FC
  - Skót bajnok: 1993-94, 1994-95, 1995-96, 1996-97, 1997-98, 1998-99, 1999-2000
  - Skót kupa: 1995–96, 1998–99, 1999–2000
  - Skót ligakupa: 1995–96, 1997–98